# Shanxi Loongs
Gli Shanxi Loongs sono una società cestistica avente sede a Taiyuan, in Cina. Fondata nel 2004 come Henan Dragons, nel 2006 cambiò nome in Shanxi Dragons, per passare nel 2007 a Shanxi Brave Dragons, per assumere l'anno seguente la denominazione attuale.
Gioca nel campionato cinese, e dal 2008 nella International Basketball League.